# Андреев, Николай Агапиевич
 Николай Агапиевич Андреев  (1830—1883) — ординарный профессор Варшавского университета, доктор медицины.

## Биография
Родился в 1830 году. Среднее образование получил в Вологодской гимназии, которую окончил в 1854 году с золотой медалью. Затем учился в Медико-хирургической академии, в которой окончил курс в 1858 году лекарем с отличием и золотою медалью.
Поступив на службу в военное ведомство в 1859 году, он был прикомандирован ко второму военно-сухопутному госпиталю; После получения 24 декабря 1862 года степени доктора медицины за диссертацию «О кровяном шарике в гистологическом отношении» (вышла отдельно и была напечатана в № 3—7 «Медицинского вестника» за 1862 г.), был назначен старшим доктором 7-й конно-артиллерийской бригады, а в 1864 году переведён на такую же должность и Волынский уланский полк.
Получив учёную командировку за границу для приготовления к профессорскому званию, Андреев слушал лекции Вирхова и занимался в Боннском университете. По возвращении из-за границы, в 1865 году, он был назначен старшим ординатором Уяздовского военного госпиталя в Варшаве, через год сделан помощником главного врача, а в 1867 году — членом медицинского совета Царства Польского.
Вскоре после основания Варшавского университета, Андреев, успевший зарекомендовать себя целым рядом ценных медицинских работ, 30 ноября 1869 года был назначен экстраординарным профессором по кафедре частной патологии и терапии, 8 января 1870 года прочитал первую лекцию («Об основах современной патологии и терапии»), а 31 октября того же года был утверждён ординарным профессором по кафедре терапевтической госпитальной клиники; впоследствии, с 1875 года, Андреев снова вернулся к преподаванию специальной патологии и терапии.
Умер 15 (27) февраля 1883 года.

## Труды
Как в своей диссертации, так в других работах, Андреев впервые высказал много новых мыслей, подтвердившихся позднейшими наблюдениями таких ученых, как Вирхов и Нимейер. Так, в диссертации Андреев указал на возможность прижизненных морфологических изменений красных кровяных телец в сосудах, и в 1865 году Рудольф Вирхов в своих лекциях («Взгляд Вирхова на собственное клеточковое учение» // «Медицинский вестник». — 1865. — № 16) признал эту возможность.
В двух статьях, появившихся в свет в 1862 году («Клинико-патологические наблюдения над развитием бугорчатки легких» («Военно-медицинский журнал», октябрь) и «О вторичных бугорчатых новообразованиях», («Медицинский вестник». — № 51), Андреев впервые с клинической стороны показал, что большая часть случаев легочной чахотки развивается из хронического катара дыхательных трубок и катарального воспаления легких и что так называемые туберкулы, как новообразования, развиваются изнутри кровеносных и лимфатических сосудов, в стенках последних и при участии морфологических элементов их. Эти взгляды были повторены проф. Нимейером в 1867 году, о чём и заявил Андреев в статье: «По поводу появления нового взгляда проф. Нимейера на бугорчатку» («Медицинский вестник». — 1868. — № 1—3).
Ценные для науки наблюдения были сообщены Андреевым в статье, появившейся в № 22 «Медицинского вестника» в 1865 году — «Две формы первичного мозговика в печени». Любопытен взгляд Андреева на патолого-физиологическую сущность лихорадочного состояния и на клиническое значение его для распознавания, предсказания и лечения, высказанный в статье: «Практическое значение лихорадочно-возвышенной температуры тела» («Медицинский вестник». — 1868. — № 52). В его «Заметке для истории русской медицинской литературы» были приведены те места его диссертации и статьи «К учению о тканях» («Военно-медицинский журнал». — 1865, май — июнь), где прямо говорилось о развитии гноя из белых и красных шариков крови, что с 1868 года, после отчетливых наблюдений Конгейма для белых шариков — было признано всеми.
Нельзя также не упомянуть о ряде статей, под заглавием: «Ангионеврозы, как особый класс болезней», помещенных в «Журнале для гистологии, фармакологии и клинич. медицины» за 1872 г. (февраль, апрель, май, июль и август), равно как и о нескольких работах Андреева относительно происхождения и лечения колтуна. Последний вопрос, видимо, сильно интересовал даровитого ученого и он посвятил ему следующие статьи: «Секреторно-трофический невроз волосовых сосочков кожи с последовательным склеиванием волос» (колтун), помещено в «Протоколах заседаний IV-го съезда русских естествоиспытателей и врачей в Казани», в 1873 году; «Идиопатический и симптоматический секреторно-потовой невроз волосовых аппаратов кожи». — Варшава, 1875. — 161 с.; в «Варшавских университетских известиях» были напечатаны: «О связи волос с кожею и организмом» (1874. — № 2); «Эндемический сосудисто-трофический невроз с нарушением перспирационной функции кожи при участии волосовых аппаратов» (1875. — № 2, 3, 4 и 5); «Колтун с точки зрения гистологической и опытной» (1875. — № 5) и другие.